# Алексієвка (Бугурусланський район)
Алексі́євка (рос. Алексеевка) — село у складі Бугурусланського району Оренбурзької області, Росія.

## Населення
Населення — 224 особи (2010; 347 у 2002).
Національний склад (станом на 2002 рік):
- мордва — 52 %
- росіяни — 35 %